# Episodi di The Drew Carey Show (settima stagione)
La settima stagione della serie televisiva The Drew Carey Show è stata trasmessa in anteprima negli Stati Uniti d'America dalla ABC tra il 26 settembre 2001 e il 22 maggio 2002.
| nº | Titolo originale                                               | Titolo italiano | Prima TV USA      | Prima TV Italia |
| -- | -------------------------------------------------------------- | --------------- | ----------------- | --------------- |
| 1  | Drew Carey's Back-to-School Rock 'n' Roll Comedy Hour (Part 1) |                 | 26 settembre 2001 | inedito         |
| 2  | Drew Carey's Back-to-School Rock 'n' Roll Comedy Hour (Part 2) |                 | 26 settembre 2001 | inedito         |
| 3  | Drew Gets Out of the Nuthouse                                  |                 | 3 ottobre 2001    | inedito         |
| 4  | Married to a Mob                                               |                 | 10 ottobre 2001   | inedito         |
| 5  | When Wives Collide                                             |                 | 17 ottobre 2001   | inedito         |
| 6  | Bus-ted                                                        |                 | 24 ottobre 2001   | inedito         |
| 7  | It's Halloween, Dummy                                          |                 | 31 ottobre 2001   | inedito         |
| 8  | How Beulah Gets Her Groove Back                                |                 | 7 novembre 2001   | inedito         |
| 9  | Drew Live III                                                  |                 | 14 novembre 2001  | inedito         |
| 10 | Eat Drink Drew Woman                                           |                 | 21 novembre 2001  | inedito         |
| 11 | Mr. Laffoon's Wild Ride                                        |                 | 28 novembre 2001  | inedito         |
| 12 | Hotel Drew                                                     |                 | 12 dicembre 2001  | inedito         |
| 13 | Drew and the King                                              |                 | 19 dicembre 2001  | inedito         |
| 14 | The Curse of the Mummy                                         |                 | 16 gennaio 2002   | inedito         |
| 15 | The Enabler                                                    |                 | 23 gennaio 2002   | inedito         |
| 16 | Pretty Baby                                                    |                 | 6 febbraio 2002   | inedito         |
| 17 | A Shot in the Dark                                             |                 | 13 febbraio 2002  | inedito         |
| 18 | It's a Dog Eat Drew World                                      |                 | 27 febbraio 2002  | inedito         |
| 19 | Bringing Up Boss                                               |                 | 13 marzo 2002     | inedito         |
| 20 | Daddy Dearest                                                  |                 | 20 marzo 2002     | inedito         |
| 21 | Never Been to Spain                                            |                 | 27 marzo 2002     | inedito         |
| 22 | O Brother, Who Art Thou?                                       |                 | 3 aprile 2002     | inedito         |
| 23 | Rich Woman, Poor Man                                           |                 | 10 aprile 2002    | inedito         |
| 24 | What Women Don't Want                                          |                 | 1º maggio 2002    | inedito         |
| 25 | Look Mom, One Hand!                                            |                 | 8 maggio 2002     | inedito         |
| 26 | The Eagle Has Landed                                           |                 | 15 maggio 2002    | inedito         |
| 27 | The Underpants Guy                                             |                 | 22 maggio 2002    | inedito         |